# Pleasure Beach Blackpool
Pleasure Beach Blackpool, tidigare Blackpool Pleasure Beach, är en familjeägd nöjespark i Blackpool i Storbritannien. Parken är den mest besökta nöjesparken i landet med cirka 5 miljoner besökare årligen enligt officiella siffror. Den är dock inte den mest besökta attraktionen i landet, British Museum, National Gallery och Tate Modern i London har alla mer än 6 miljoner besökare årligen enligt Association of Leading Visitor Attractions, ALVA, som årligen publicerar officiella besökssiffror.

## Åkattraktioner

### Berg- och dalbanor
- Avalanche – 1988
- Big Dipper – 1923
- Grand National – 1934
- Infusion – 2007
- Irn Bru Revolution – 1978
- Morgan’s Circus Clown – 1995
- Pepsi Max Big One – 1994
- Rollercoaster – 1933
- Steeplechase – 1977
- Wild Mouse – 1958
- Zipper Dipper – 1934